# 蒂雷博盧
蒂雷博盧是土耳其的城鎮，由吉雷松省負責管轄，位於該國東北部，距離特拉布宗98公里，面積210平方公里，海拔高度67米，2008年人口13,488。

## 外部連結
- （土耳其文） the municipality （页面存档备份，存于）
- （土耳其文） the district governorate
- photos of Tirebolu
- and more
- Pictures from the castle
- Old photo collection